# Arborètum de Masjoan
L'Arborètum de Masjoan és un arborètum que està ubicat al municipi d'Espinelves, a Osona. Consta de 58 espècies diferents de coníferes, amb exemplars de més de 40 metres d'alçada, i alguns exemplars de planifolis. Actualment l'explotació de la finca es fa seguint amb el pla tècnic de gestió forestal aprovat per la Generalitat de Catalunya.

## Història
L'Arborètum ocupa una antiga finca forestal, del segle xii, que el 1710 Isidre Masferrer Corts (1684-1763) va adquirir a la família Masjoan, que va emigrar a Amèrica per fer fortuna. Anys després, Marià Masferrer i Rierola (1856-1923), naturalista i botànic molt interessat en l'estudi de la flora i la fauna local, va començar a fer servir part del terreny de la finca familiar per a crear el seu propi arborètum a principis del segle xx, amb aproximadament 400 hectàrees. La finca va anar passant de pares a fills fins al propietari actual, Ramon Masferrer. Les primeres sequoies van arribar des de Califòrnia i es van plantar el 1911. Amb el temps s'incorporarien altres espècies com l'Avet Douglas i l'Avet de Masjoan.
Actualment s'ofereix una visita guiada amb una durada entre els 30 i 45 minuts.

## Arbres monumentals
Dins de l'arborètum hi ha diversos arbres declarats com a monumentals per la Generalitat de Catalunya:
- La Sequoia de Masjoan
- Un avet
- Un cedre de l'Atles

## Llista d'arbres
Llista d'alguns dels arbres més representatius de l'arborètum:
- Avet (Abies alba)
- Avet de Vancouver (Abies grandis)
- Avet de Masjoan (Abies masjoanis)
- Avet de Douglas (Pseudotsuga menziesii)
- Pinsap (Abies pinsapo)
- Cedre de l'Himàlaia (Cedrus deodara)
- Cedre del Líban (Cedrus libani)
- Cedre blanc de Califòrnia (Calocedrus decurrens)
- Cedre de l'Atles (Cedrus atlantica)
- Cedre híbrid (Cedrus deodara x libani)
- Pi de l'Himàlaia (Pinus himalaia)
- Pi excelsa (Pinus excelsa)
- Pi roig (Pinus sylvestris)
- Pi strobus (Pinus strobus)
- Pinassa (Pinus nigra ssp. hispanica)
- Sequoia costanera (Sequoia sempervirens)[4]
- Sequoia gegant (Sequoadendron giganteum)
- Teix (Taxus baccata)